# Yvonne de Pfeffel
Yvonne de Pfeffel, francoska tenisačica, * 30. julij 1883, Pariz, Francija, † 1958, Truro, Anglija.
V posamični konkurenci se je leta 1905 uvrstila v finale turnirja za Državno prvenstvo Francije, kjer jo je premagala Kate Gillou v dveh nizih. V konkurenci ženskih dvojic je leta 1907 osvojila turnir za Državno prvenstvo Francije skupaj z Adine Masson, v konkurenci mešanih dvojic pa v letih 1905 in 1906 skupaj z Maxom Decugisom.

## Finali Grand Slamov

### Posamično (1)

#### Porazi (1)
| Leto | Turnir                     | Nasprotnica v finalu | Rezultat finala |
| 1905 | Državno prvenstvo Francije | Kate Gillou          | 0–6, 9–11       |

### Ženske dvojice (1)

#### Zmage (1)
| Leto | Turnir                     | Partnerica   | Nasprotnici v finalu | Rezultat finala |
| 1907 | Državno prvenstvo Francije | Adine Masson |                      |                 |

### Mešane dvojice (2)

#### Zmage (2)
| Leto | Turnir                     | Partner     | Nasprotnika v finalu | Rezultat finala |
| 1905 | Državno prvenstvo Francije | Max Decugis |                      |                 |
| 1906 | Državno prvenstvo Francije | Max Decugis |                      |                 |